# Nuevo Estadio de Malabo
Nuevo Estadio de Malabo je multifunkční stadion v Malabu v Rovníkové Guineji. Stadion je používán především pro fotbalové zápasy. Stadion má kapacitu pro 15 250 lidí. Byl otevřen v roce 2007. V roce 2012 se na něm odehrály zápasy Afrického poháru národů.